# Paramonostomum alveatum
Paramonostomum alveatum är en plattmaskart. Paramonostomum alveatum ingår i släktet Paramonostomum och familjen Notocotylidae. Inga underarter finns listade i Catalogue of Life.